# Ikar (singel)
Ikar – pierwszy singel zespołu Ira promujący płytę Ogień. Utwór trwa 3 minuty i 29 sekund jest jednym z krótszych utworów znajdujących się na krążku. Kompozycja została zamieszczona na piątej pozycji na krążku. Premiera singla odbyła się 3 marca 2004 roku. Patronat mediowy nad singlem jak i całą płytą sprawował m.in. miesięcznik Teraz Rock. Singel ukazał się nakładem wytwórni BMG Poland, został także wydany drogą internetową.
Tekst utworu po raz kolejny odnosi się do rzeczywistości. Opowiada o zazdrości jaka panuje między ludźmi, po odniesieniu przez jedną z nich znaczącego sukcesu, o tym że jeśli komuś uda się wybić wysoko, dotrzeć na szczyt, to zaraz trzeba go natychmiast ściągnąć w dół. Autorem tekstu utworu jest Wojciech Byrski.
Brzmienie utworu utrzymane jest w ciężkim niemalże hardrockowym brzmieniu, opartym o ostre i melodyjne riffy gitarowe, które słychać w refrenach utworu. Jest to zapewne zasługą tego że zespół po raz pierwszy w swej historii nagrał płytę z trzema gitarzystami. W utworze gościnnie na instrumentach perkusyjnych zagrał Łukasz Moskal. Kompozytorem utworu jest manager grupy Mariusz Musialski.
Do pierwszego singla powstał także teledysk. Utwór został zaprezentowany także w wersji akustycznej podczas występu zespołu w jednym z programów telewizyjnych. Zespół zagrał ten utwór podczas swego występu w popularnym programie telewizyjnym Bar, 20 marca 2004 roku.
Utwór był zaprezentowany publiczności już podczas koncertu z okazji 15-lecia istnienia grupy we wrześniu 2003 roku, jednak ostatecznie nie trafił na płytę z tego koncertu. Ikar został zagrany także wraz z dwoma innymi utworami z płyty na corocznym koncercie charytatywnym „Kotan Day 2004”, który się odbył na warszawskiej Agrykoli.
Podczas trasy promującej krążek Ogień utwór Ikar był bardzo często grany przez zespół. Utwór przypadł także do gustu fanom grupy. W utworze Ikar wyraźnie widać powrót do muzycznych korzeni grupy z lat 90.
Zespół zagrał go także po dłuższej przerwie na urodzinowym koncercie w Krakowie w klubie „Studio” w październiku 2006 roku, oraz na specjalnym koncercie zorganizowanym z okazji promocji płyty Londyn 08:15, który się odbył na warszawskiej scenie Empiku 19 października 2007 roku.
Dziś utwór Ikar jest sporadycznie grany na koncertach grupy.

## Teledysk
Teledysk do utworu był kręcony 25 lutego 2004 roku w spalonym teatrze w Gliwicach. Przy jego kręceniu byli obecni także fani zespołu z Oficjalnego Fan Clubu „FC Mocni”. Reportaż z kręcenia tego teledysku oraz wypowiedziami muzyków został zamieszczony na płycie Ogień w formie prezentacji multimedialnej. Premiera teledysku w TV odbyła się na początku marca 2004 roku.

## Lista utworów na singlu
CD
1. „Ikar” (M. Musialski – W. Byrski) – 3:29

## Twórcy
Ira
- Artur Gadowski – śpiew, chórki
- Wojciech Owczarek – perkusja
- Piotr Sujka – gitara basowa, chór
- Sebastian Piekarek – gitara, gitara akustyczna, gitara akustyczna 12-strunowa chór
- Maciej Gładysz – gitara
- Marcin Bracichowicz – gitara

Muzycy sesyjni
- Łukasz Moskal – instrumenty perkusyjne

Produkcja
- Nagrań dokonano: sierpień 2003 – luty 2004 w Studio K&K w Radomiu
- Produkcja: Mariusz Musialski („Elmariachi Management”)
- Produkcja muzyczna: Sebastian Piekarek, Marcin Trojanowicz
- Realizacja nagrań: Marcin Trojanowicz
- Mix: Marcin Trojanowicz
- Mastering: Grzegorz Piwkowski
- Aranżacja: Mariusz Musialski
- Tekst piosenki: Wojciech Byrski
- Mastering: Grzegorz Piwkowski
- Projekt okładki, multimedia: Twister.pl

## Inne wersje
- Akustyczne wykonanie podczas jednego z programów telewizyjnych
- Koncertowa wersja z koncertu Live 15-lecie
- Koncertowa wersja z urodzinowego koncertu z okazji osiemnastych urodzin zespołu w 2006 roku

## Opis singla
- Muzyka: Mariusz Musialski
- Słowa: Wojciech Byrski
- Skład: Artur Gadowski, Wojtek Owczarek, Piotr Sujka, Sebastian Piekarek, Maciek Gładysz, Marcin Bracichowicz
- Gościnnie: Marcin Trojanowicz – instrumenty klawiszowe, programowanie
- Produkcja: Mariusz Musialski El Mariachi Management
- Produkcja muzyczna: Sebastian Piekarek, Marcin Trojanowicz
- Realizacja nagrań: Marcin Trojanowicz, Sebastian Piekarek
- Mix: Wojtek Olczak, Marcin Trojanowicz
- Mastering: Grzegorz Piwkowski
- Nagrany: Legend Art Studio i K&K Studio w Radomiu
- Zdjęcie: Rafał Masłow
- Projekt graficzny: Twister

## Notowania
| Pozycja | 38 | 32 | 27 | 18 | 14 | 9 | 2 | 3 | 11 | 19 | 15 | 7 | 11 | 10 | 14 | 14 | 8 | 14 | 5 | 5 | 7 | 15 | 16 | 17 | 21 | 26 |

- Utwór znajdował się na liście od 12 marca do 3 września 2004 roku. Łącznie na liście znajdował się przez 26 tygodni.

| Pozycja | 25 | 9 | 13 | 7 | 4 | 3 | 2 | 4 | 5 | 3 | 5 | 4 | 11 | 18 | 7 | 6 | 10 | 13 | 4 | 14 |

- Utwór znajdował się na liście od 14 marca do 1 sierpnia 2004 roku. Łącznie na liście znajdował się przez 20 tygodni.